# マスルール
マスルール（アラビア語：مسرور, Masrūr）はアラビア語由来の男性名で、ファーストネームとして以外に家長名由来のラストネーム（家名に相当）としても用いられている。受動分詞語形で「喜んでいる、嬉しい、幸せな（人）」という意味を持つ。

## 意味
動詞 سر（発音：سَرَّ, sarra, サッラ）の動作を受けることを示す男性形の受動分詞 مسرور（発音：مَسْرُور, masrūr, マスルール）が人名となったもの。受身形であることから、直訳としては「喜ばされた、嬉しい気持ちにさせられた、幸せにさせられた（人、男性、男子、オス）」となる。
形容詞的に働き「喜んでいる、嬉しい、幸せな」、名詞的に働き「喜んでいる人（男性、男子、オス）、嬉しがっている人（男性、男子、オス、幸せな人（男性、男子、オス）」という意味を示す。

## 発音と表記
文語アラビア語（フスハー、現代標準アラビア語）での発音はマスルール（masrūr）で、対応するラテン文字表記（英字表記）はMasrur、Masruur、Masrour、Masroor、Masrour、Masrorなど。
また口語アラビア語（アーンミーヤ）の一部方言やその他言語におけるメスルール（mesrūr）という発音に対応したとしてはMesrur、Mesruur、Mesrour、Mesroor、Mesrour、Mesrorなどがある。
なおアラビア語などでは「-ur」部分は英語のようなそり舌を行わないため、原語通りの発音においてマスルーア、メスルーアと読まれることはない。

## 人物
- マスルール - アッバース朝第5代カリフのハールーン・アッ＝ラシードに仕えていたとされるアフリカ系奴隷の首斬り処刑人。『千夜一夜物語（アラビアンナイト）』にこの名で登場する。
- マスルール - 日本の漫画シリーズ『マギ』に登場する男性キャラクター。八人将の一人で、赤髪短髪の男性。（参照：マギの登場人物）